# 奥林匹克长跑日
奧林匹克長跑日（Olympic Day Run）為每年6月份各國家奧林匹克委員會為推廣全民體育所舉辦的跑步活動。
國際奧林匹克委員會在法國皮埃爾·德·顧拜旦提議「復興奧林匹克運動」，於1894年6月23日正式成立，本日也成為奧林匹克日（Olympic Day）。
1948年1月國際奧林匹克委員會決議，各國家奧林匹克委員會在每年6月23日舉行國際性慶祝活動, 推廣全員參加體育的理想。
1987年國際奧林匹克委員會發起了「奧林匹克日長跑」活動。鼓勵世界上不分性別、不分年齡或不分體育技能高低，都能參加跑步活動，推廣奧林匹克全民體育精神。該年有45個國家奧林匹克委員會響應此一活動，此後每年的6月17-24日之間，各國家奧林匹克委員會都會組織各種慶祝活動。到2006年時已經有161個國家奧林匹克委員會舉辦「奧林匹克日長跑」活動。此活動通常包括1.5公里距離的「奧林匹克趣味跑步」（Olympic Day Fun Run），5公里及10公里的奧林匹克日跑步活動。